# 1908年中国
| 中国历史 / 中国历史年表                                                                                                   |
| 世紀： 19世纪中国 / 20世纪中国 / 21世纪中国                                                                               |
| 年代： 1870年代中国 / 1880年代中国 / 1890年代中国 / 1900年代中国 / 1910年代中国 / 1920年代中国 / 1930年代中国             |
| 年份： 1904年中国 / 1905年中国 / 1906年中国 / 1907年中国 / 1908年中国 / 1909年中国 / 1910年中国 / 1911年中国 / 1912年中国 |
| 纪年： 戊申年（猴年） |

## 大事記
- 新西蘭首都惠靈頓成立中國同盟會分會[1]:136。
- 秋，孫中山通告南洋各埠同盟會分會負責人鄧澤如等，設中國同盟會南洋支部於新加坡，訂立中國同盟分會總章16條及通信辦法3條，特派胡漢民為支部長[1]:136。

### 1月
- 台灣同盟會員羅福星赴河內見孫中山，面陳抗日復台大計，並自告奮勇，願效前驅[1]:104。
- 交通銀行在上海創辦，實收總資本8.7億餘元，旋於江蘇、浙江、安徽、湖北等14行省設立分行[1]:104。
- 1月3日——孫中山致函日人萱野長知，囑出售汕尾未及起卸、原船返日滯留神戶之「幸運丸」所載之軍械；學部奏，日本文部省允於15年內於官立高等學校內收容中國學生每年100名，由中國給予經費補助[1]:101。
- 1月4日——楊度改「憲政講習會」為「憲政公會」，3月楊度回中國在北京設立憲政公會本部，6月30日民政部批准憲政公會成立，會員54人，旋召開評議會，重訂章程，宗旨：「確定君主立憲政體」，選舉總事務員為熊范輿、楊度任常務員長，沈鈞儒任幹事部幹事長兼評議部評議長[1]:101。
- 1月12日——清廷實授陳啟泰為江蘇巡撫[1]:102。
- 1月13日——督辦鐵路大臣、大學士張之洞等奏准津鎮鐵路改名津浦鐵路，自行修建，與英、德公司改訂合同[1]:102。
- 1月22日——清廷命大學士那桐充督辦稅務大臣[1]:103。
- 1月26日——張之洞、袁世凱、梁敦彥會奏呈津浦鐵路官商合股辦法[1]:103。
- 1月27日——英國政府下令撤退駐西藏春丕之英軍[1]:103。
- 1月28日——黃興命譚人鳳入郭人漳行營，求接濟彈藥[1]:103-104。

### 2月
- 政聞社本部由東京遷往上海，社員發展到500餘人，馬相伯、徐佛蘇、麥孟華到上海主持工作[1]:106。
- 2月2日——清廷授醇親王載灃為軍機大臣[1]:104。
- 2月8日——孫中山致函池亨吉，告以因清政府要求法國政府下驅逐令，故離開河內，仍留黃興及胡漢民，委以當地及廣西一帶之籌劃事宜[1]:104。
- 2月16日——上海預備立憲公會舉行會議，議決在上海創設法政學堂，並請國會「遍設宣講所」；清廷諭令出使法國大臣劉式訓照會法國外交部，查封《新世紀報》，按該報係由旅法革命黨人張靜江、李石曾、吳敬恆等所創刊（周刊）[1]:105。
- 2月17日——清廷決定再加20萬懸賞緝拿孫中山，並以孫中山利用安南作滇桂起義之指揮所，要求法國當局逮捕引渡孫中山，安南總督拒絕[1]:105。
- 2月25日——杭州風林寺召開追悼秋瑾烈士大會，秋瑾至友徐寄塵與學界男女400餘人參加[1]:106。

### 3月
- 3月1日——四川中國同盟會會員謀舉義於廣安，由熊克武組織中國同盟會會員為突擊隊進攻廣安州署，佘英率會黨攻巡防營，秦炳集合會黨、學生增援，當夜熊克武率隊入城，突進州署，因佘英所部受阻，熊克武孤軍作戰，寡不敵眾，脫險出城，起義失敗[1]:106。
- 3月4日——孫中山致函蘇門答臘流石同盟會會員，對該埠同志熱心公義，協力籌款以助革命軍之用一事表示欣慰，「深望始終勿懈，益求進步」[1]:107。
- 3月5日——清廷以河南布政使袁大化署山東巡撫，調陝西布政使朱壽鏞為河南布政使，以廣東按察使王人文為陝西布政使；上海公共租界有軌電車正式通車[1]:107。
- 3月6日——清廷賞川滇邊務大臣趙爾豐尚書銜為駐藏辦事大臣，仍兼邊務大臣；清廷調湖廣總督趙爾巽為四川總督，四川總督陳夔龍為湖廣總督[1]:107。
- 3月7日——孫中山自河內致函鄧澤如，告以決意來新加坡籌款10至20萬元，運動清軍歸降，「而兵不血刃以取南寧、龍州為革命軍之根據地」[1]:107。
- 3月9日——清廷命新任駐藏辦事大臣趙爾豐將藏中應辦各事通盤籌劃，詳擬章程，次第奏請施行；並着度支部按年籌撥之款銀五六十萬兩，俾濟要需[1]:108。
- 3月12日——端方奏請裁撤兩江礦政調查局，改設江南礦政總局[1]:108。
- 3月13日——清廷據盛宣懷奏，諭准漢冶萍煤鐵礦合併，招股擴充，以盛宣懷兼任經理[1]:108。
- 3月15日——新加坡革命同志以孫中山抵埠咸感振奮，是日舉行第二次革命演説大會，清廷命駐新加城總領事向海峽殖民地總督要求驅逐孫，新加坡當局曾傳問孫，但並未下逐客令[1]:108-109。
- 3月17日——孫中山在新加坡函約蘇漢忠晤面[1]:109。
- 3月19日——清廷諭署黑龍江巡撫程德全因病解職，以奉天左參贊周樹模署黑龍江巡撫；實授朱家寶為吉林巡撫[1]:109。
- 3月23日——清廷命外務部右丞胡惟德為出使日本大臣，又命考察憲政大臣達壽回北京供職，改派出使日本國大臣李家駒為考察憲政大臣；河南巡撫林紹年奏請改舊設仕學館為法政學堂[1]:110。
- 3月24日——調任四川總督、湖廣總督趙爾巽奏報，湖北設立諮議局，先行籌劃選舉區域，設法政學堂，省城設立全省地方自治局，並於法政學堂附設自治研究所，另設調查局一所[1]:110。
- 3月27日——黃興奉孫中山命，率黎仲實及華僑200餘人自安南進攻欽州，鄉民紛燃爆竹歡迎，沿途擊潰小股清軍[1]:110。
- 3月28日——清廷命出使意大利大臣黃誥來北京，調出使荷蘭大臣錢恂為出使意大利大臣，又命保和會專使陸徵祥為出使荷蘭大臣[1]:110。
- 3月30日——黃興率革命軍擊潰欽州清軍一營，次日革命軍進至大橋再敗清軍兩營[1]:110。

### 4月
- 闕麟書由杭州抵上海，先後會晤陶成章、王金發、竺紹康、陳其美等人，共謀浙江起事[1]:113。
- 4月1日——孫中山覆函鄧澤如，托其轉交吉隆坡大僑商陸弼臣書一封，並撥冗專為此事一行，為革命軍集資，並告不日將遣汪精衛來芙蓉「與兄相會，面籌一切」[1]:110。清廷調浙江巡撫馮汝騤為江西巡撫，以督辦土藥統稅大臣柯逢時為浙江巡撫，仍兼督辦土藥統稅事務[1]:111。
- 4月2日——黃興率革命軍在欽州馬篤山大敗防營統領郭人漳部清軍，傷管帶一人，斃清兵200餘人，清軍三營潰散，黃興此後率部出入欽、廉、上思一帶大小數十戰40餘天，威名大著[1]:111。
- 4月5日——預備立憲公會舉行常會，決定設立國會研究所，4月27日國會研究所開會討論國會下議院議員名額分配方法[1]:111。
- 4月7日——清廷派恭親王溥偉、協辦大學士鹿傳霖協辦資政院事宜；清廷派景星、丁振鐸充辦理禁煙大臣，嚴定章程，認真擿發素染嗜好各員[1]:111。
- 4月8日——清廷以民政部左侍郎袁樹勳署山東巡撫[1]:112。
- 4月14日——商約大臣盛宣懷奏准創辦公司，請籌的款以充公股[1]:112。
- 4月15日——清廷調陝西布政使王人文為四川布政使，四川布政使許涵度為陝西布政使[1]:112。
- 4月17日——孫中山致函鄧澤如，請其將5,000元早日籌便付來，以便轉滙軍前，令立行事[1]:112。
- 4月20日——查辦西藏事件大臣張蔭棠與英國全權大臣韋禮敦在印度加爾各答簽訂《中英修訂藏印通商章程》，凡15款；江浙鐵路自上海至松江段，竣工通車[1]:113。
- 4月22日——孫中山致函庇勝同盟會會員，收到軍費銀1,000元，現時廣西營勇約降，雲南待舉，欽軍加補子彈三宗共需五六萬元，請其繼續籌款[1]:113。
- 4月25日——安徽紳民集議商請開民選議院，並推舉代表入北京上書清廷[1]:113。
- 4月30日——中國同盟會河口之役，黃明堂、王和順、關仁甫率領革命軍200餘人，於是日凌晨2時舉義於雲南河口，激戰數小時，佔領山上炮台，清軍防營歸降，防務處督辦王鎮邦伏誅，革命軍完全佔領河口，黃明堂以中華國民軍南軍都督名義宣布軍律，發表告各國宣言；孫中山致函鄧澤如，請力勸僑商陸弼臣贊助革命軍餉[1]:113。

### 5月
- 5月1日——清軍管帶李蘭廷率全營歸降河口革命軍，繳槍200餘支，子彈3萬，稻谷百擔[1]:113。
- 5月2日——關仁甫率河口革命軍400餘人自河口攻蠻耗，5月4日佔新街[1]:114。
- 5月3日——黃興率革命軍退出欽屬，餘眾多歸十萬大山，黃興退返安南，孫中山自新加坡電委黃興為雲南國民軍總司令，節制河口起義各軍；清廷以直隸布政使增韞為浙江巡撫，柯逢時開缺，仍督辦土藥統税事務，調山東布政使吳廷斌為直隸布政使，福建按察使朱其煊為山東布政使；雲貴總督錫良電軍機處、外務部，報告革命黨千餘人自越邊來撲，鏖戰一晝兩夜，河口失守，河口副督辦委員王鎮邦遇害，並稱刻已飛飭前敵各營痛擊，「務期迅掃邊氛」[1]:114。
- 5月4日——王和順率領河口革命軍1,500餘人往攻蒙自，關仁甫部亦由蠻耗往攻，會師蒙自；清廷以河口失陷，命劉春霖幫辦雲南邊防事務，節制前敵各軍，會同錫良妥籌防剿事宜，同日並命開化鎮總兵白金柱往援；外務部電出使法國大臣劉式訓，請商法政府勿許革命黨潛匿越境[1]:114。
- 5月5日——外務部電劉式訓要求法外交部嚴飭越督，切實查辦河內革命黨人自安南經鐵路運軍械至雲南[1]:114。
- 5月6日——錫良電軍機處，報告分頭迎剿革命軍之作戰部署，並請飭廣西提督龍濟光率軍入雲南來攻；劉式訓電外務部，報告法政府同意清廷要求，捕拿圈禁竄入越境之革命軍，並嚴飭文武官員認真防範[1]:114。
- 5月7日——黃興自海防入河內，就任雲南國民革命軍總司令，赴前線督師，既至抵河口晤黃明堂，促其進攻昆明，黃明堂不從，黃興旋即率革命軍前進，終因士兵疲倦不聽調遣，不得已於5月9日折回河內；王和順督部於5月4日沿滇越鐵路進攻，是日佔南溪；清廷命署廣西提督龍濟光率部由桂邊星夜馳赴開化邊境，相機進剿河口革命軍[1]:114-115。
- 5月8日——直隸總督楊士驤委周學熙為灤州煤礦公司總經理[1]:115。
- 5月9日——清廷電寄錫良，略授三路直搗河口革命軍機宜[1]:115。
- 5月11日——黃興由河口至安南老街，為法警扣留送往河內，被解出境[1]:115。
- 5月12日——孫中山以河口起義急需軍餉，是日致函鄧澤如，催其竭力勸募；革命軍攻佔雲南開化鎮，敗清總兵白金柱部，清軍五營盡數歸降[1]:115。
- 5月14日——錫良赴通海縣督師，進攻革命軍[1]:115。
- 5月15日——駐北京日本公使林權助離任回國[1]:115。
- 5月16日——清廷電錫良，嘉慰知府王正雅督會各營收復三岔河，着錫良督飭王正雅，迅即簡撥精鋭，奮力攻克打拉山[1]:115。
- 5月18日——清廷命廣西巡撫張鳴岐飛飭龍裕光兼程前進，克期到防，着錫良、張鳴岐仍當和衷協力，共濟時艱[1]:115-116。
- 5月20日——清廷密電端方，告以孫中山等革命黨人潛向長江通商各埠購買槍械彈藥運往雲南、貴州邊境，令派密探抵上海嚴查，長江往來輪船由税務司緝查[1]:116。
- 5月中旬——河口革命軍攻佔蒙自[1]:116。
- 5月21日——清廷以滇邊河口起事業經兩旬，官軍未能十分得手，是日命錫良嚴飭各路將領迅即相機規復失地[1]:116。
- 5月22日——黔軍兩營、川軍兩營、桂軍三營先後往援雲南，會攻王和順部革命軍，在泥巴里附近相持20天，是日王和順以子彈日竭，前往河口與黃明堂磋商後，向河口退卻[1]:116。
- 5月24日——雲南清軍攻陷南溪，革命軍300餘人陣亡；「中國留日學生全體大會」於東京神田錦輝館（日语：錦輝館）開會，到800人，章太炎、宋教仁等人講話，大會就河口起義作出雲南獨立等四項決議；清廷命各省速將應裁守巡各道裁撤，增設巡警道[1]:116。
- 5月25日——清廷以總兵趙金鑒督各營收復滇邊四隘，着先賞給「靖勇巴圖魯」勇號，並着雲貴總督錫良嚴飭趙金鑒等乘勢長驅，克復灞洒，以期與白金柱兩路會合，早奏膚功[1]:116。
- 5月26日——河口被清軍趙金鑒部攻陷，黃明堂、王和順率部600餘人突圍撤入安南，被法殖民當局解除武裝，強行押送至新加坡，河口起義失敗[1]:116。
- 5月27日——清廷電錫良，嘉慰趙金鑒由西路收復河口，王正雅由中路攻克老范寨，着錫良督飭各路將領並力合剿，以竟全功；上海《神州日報》載兩廣總督張人駿、雲貴總督錫良等分別所發公告，懸賞購緝黃興、胡漢民、汪精衛、田桐、劉揆一、譚人鳳6名革命黨人，賞格：黃5,000元，胡4,000元，汪以下各2,000元[1]:117。
- 5月28日——清廷以白金柱攻陷大小南溪有功傳旨嘉獎，賞銀2萬兩，並賞給督帶官胡興「捷勇巴圖魯」勇號；清廷通電各督撫轉飭所屬設立議會，遴選正紳充當會員，惟不得干預詞訟[1]:117。
- 5月30日——清廷諭內閣，以錫良鎮壓河口起事調度有方，殊堪嘉尚，並着錫良督飭文武印委各員，妥籌布置滇邊防務暨一切善後事宜[1]:117。

### 6月
- 6月1日——清廷以規復雲南河口、南溪，予出力將弁開化鎮總兵白金柱等獎敍有差；川滇邊務大臣趙爾豐奏，巴塘、里塘改土歸流[1]:117。
- 6月2日——民政部咨請各省督撫遍設地方議會，以立國會基礎[1]:117-118。
- 6月3日——徐世昌奏陳設立奉天法政學堂，實行考驗本省官吏[1]:118。
- 6月9日——孫中山致函鄧澤如談籌款之經驗教訓，指出先集備大款，然後舉事，乃可乘勝趨利；若舉事後方籌款接濟，則多遲延失機[1]:118。
- 6月18日——考察憲政大臣于式枚奏稱中國實行憲政不須求之外洋，立憲必先正名[1]:118。
- 6月20日——清廷命直隸總督楊士驤派員開辦灤州煤礦[1]:118。
- 6月21日——徐世昌奏請改練兵所為憲兵學堂，酌擬試辦章程8條，設立講武堂，繕具章程36條[1]:119。
- 6月23日——美國國會正式通過法案，授權美國總統羅斯福退還庚子賠款餘款，共退還1,471.7353萬美元[1]:119。
- 6月28日——清廷命廣西巡撫張鳴岐回省，防範竄匿越境之河口革命軍伺隙再擾桂邊[1]:119。
- 6月30日——上海預備立憲公會會長鄭孝胥及張謇、湯壽潛等電憲政編查館，請清廷速開國會，以二年為限[1]:119。

### 7月
- 舊金山中華帝國憲政會總長康有為、副長梁啟超聯合海外200埠僑民上請願書，主張遷都江南及改大清國號為中華國等數款[1]:122。
- 孫中山為池亨吉《支那革命實見記》寫序，回顧革命歷程，稱不畏險阻，「折而愈勁」[2]:369。
- 7月2日——政聞社致憲政編查館電，請宣布於三年內召集國會[1]:120。
- 7月4日——學部奏准於京師設立女子師範學堂[1]:120。
- 7月7日——吏部右侍郎于式枚奏，立憲不可施行太急，應以保守漸進為宗旨[1]:120。
- 7月18日——清廷派軍機大臣張之洞兼充督辦粵漢鐵路大臣，所有路務大端由該大臣通籌三省全局，體察情形，隨時主持裁定[1]:121。
- 7月19日——清廷命達賴喇嘛來北京陛見[1]:121。
- 7月20日——清廷以美國減收庚子賠款，賞奉天巡撫唐紹儀尚書銜，派充專使大臣，前往美國致謝；清廷派唐紹儀兼充考察財政大臣，歷赴日本及歐洲諸大國，調整經理財政辦法，並相機提議與各國商訂免厘加税之約，早見實行；外務部以美國減收庚子賠款，奏請每年派遣赴美國留學生百名[1]:121。
- 7月21日——清廷命東三省總督徐世昌兼署奉天巡撫[1]:121。
- 7月22日——清廷頒佈《各省諮議局章程》及《諮議局議員選舉章程》，自奉到《章程》之日起，限一年內辦齊[1]:121。
- 7月23日——清廷實授楊士驤直隸總督兼北洋大臣，袁樹勳為山東巡撫；清廷命安徽巡撫馮煦解職，調吉林巡撫朱家寶為安徽巡撫，未到任前，以甘肅布政使繼昌護理，以前郵傳部左丞陳昭常署吉林巡撫[1]:122。
- 7月25日——政聞社員、法部主事陳景仁奏請定三年內開國會，並劾于式枚阻撓憲政，請予革職以謝天下，是日清廷以陳所奏謬妄，命革陳職，由所在地方官查傳管束，旋輿論嘩然[1]:122。
- 7月26日——湖北「軍隊同盟會」成立於武昌，議決採用中國同盟會章程，以中國同盟會之領導為領導，由任重遠負責聯絡[1]:122。
- 7月27日——出使美國專使兼充考察財政大臣唐紹儀奏請以一兩定為銀幣本位，早日宣布，以利與各國商訂加税之約[1]:122。
- 7月31日——新任出使日本大臣胡惟德抵達東京，8月11日呈遞國書[1]:122。

### 8月
- 8月1日——孫中山覆函鄧澤如，請芙蓉埠諸同志設法挪借2,000元以濟眉急[1]:122。
- 8月3日——翰林院編修喻長霖條陳日本今法，海陸軍、學務、工商等五端急宜仿行，開國會、改官制不可遽行[1]:122-123。
- 8月4日——新加坡星洲閱報書社舉行演説會，邀請胡漢民、汪精衛講述民族主義之本旨與革命排滿之必要，聽眾400餘人[1]:123。
- 8月6日——在此前後，日本人宮崎寅藏在日本《目覺新聞》連載經宋教仁修改過的《孫逸仙傳》[1]:123。
- 8月7日——出使考察憲政大臣達壽自日本回歸北京覆命，是日奏陳改立憲政體、欽定憲法、預定國會、先立內閣等四端[1]:123。
- 8月10日——胡漢民以「去非」之筆名於是日至8月20日，在新加坡同盟會所創辦之《中興日報》刊登《駁〈總滙報〉論國會之趨勢》一文，申述革命派主張推翻清廷、實行共和立憲之説，與保皇派主張仿效日本、行君主立憲之説論戰；會議政務處提議組織新內閣問題，8月28日續議組織新內閣；候補四品京堂勞乃宣奏陳《簡字譜錄》[1]:123。
- 8月13日——清廷以政聞社「托名研究時務，陰圖煽動擾害治安」為由，命民政部、各省督撫嚴行查禁，緝拿其社員[1]:124。
- 8月15日——漢口《江漢日報》因刊載海外華僑要求召開國會請願書（此舉係康有為、梁啟超領導之「中華帝國憲政總會」所為，海外200埠華僑加入），是日遭查封；清廷從學部奏，明年開辦分科大學，計經學、政法、文學、醫、格致、農、工、商八科，開辦費200萬兩[1]:124。
- 8月16日——四明銀行在上海開業，創辦人李厚𧙗、孫蘅浦為總經理，資本總額2.25億元，旋在寧波、南京、漢口等地設分行[1]:124。
- 8月19日——胡漢民在新加坡《中興日報》發表《駁〈總滙報〉懼革命召瓜分説》一文，8月22日載完全文，揭櫫種族革命主義，駁斥革命可召瓜分之説[1]:124。
- 8月20日——緬甸仰光同盟分會機關報《光華日報》創刊，居正、楊秋帆任主筆[1]:124。
- 8月27日——中國同盟會在緬甸仰光所辦之《光華日報》創刊，主編楊秋帆，該報出版後會務大振，會員由30餘人發展為400餘人；憲政編查館、資政院進呈憲法、議院選舉各綱要，清廷詔命依限舉辦，自是年起，以九年為期，逐年籌備各項事宜，屆時即行頒佈憲法，召開國會[1]:124-125。
- 8月29日——清廷調河南巡撫林紹年為倉場侍郎，以郵傳部左侍郎吳重熹為河南巡撫[1]:125。
- 8月31日——清廷以鑲紅旗蒙古都統葛寶華署法部尚書[1]:125。

### 9月
- 9月3日——外務部以日本增兵延吉事，飭出使日本大臣胡惟德向日外交部嚴詞詰問[1]:125。
- 9月9日——軍機處為籌備立憲事分電各省將逐年應辦之事，妥速籌議，並迅辦諮議局[1]:125。
- 9月12日——孫中山在新加坡《中興日報》發表《論懼革命召瓜分者乃不識時務者也》一文：「近數年來，西土人士，無賢不肖，皆知瓜分中國必不能行之事……不意中國人士至今尚泥於拳變以前之言，真可謂不識時務者矣！」[1]:126
- 9月15日——孫中山在《中興日報》發表《平實尚不肯認錯》一文，駁斥平實「引孔孟天命之説以文飾……以滿人侵奪中國亦為天命之自然」之謬論[1]:126。
- 9月18日——兩廣總督張人駿電請外務部通知英國、日本公使，聲明蒲拉他士島（東沙島）係中國領土[1]:126。
- 9月22日——專使美國兼考察各國財政大臣唐紹儀奏陳，訂立商約要旨六端，請飭議施行，並速定幣制[1]:126。
- 9月23日——清廷命陸軍部右侍郎蔭昌充出使德國大臣[1]:126。
- 9月24日——端方電請外務部依據《中國江海險要圖志》，宣布東沙島為中國屬島[1]:126。
- 9月25日——法國公使巴思德照會外務部，送交所擬《中法滇越會防章程》五款，以防止中國革命黨人在越南之活動，9月30日外務部覆照巴思德表示同意[1]:126。
- 9月26日——清廷從禮部請，顧炎武、王夫之、黃宗羲從祀文廟[1]:126。
- 9月28日——農工商部奏，遵旨設立統計處，編成第一次農工商統計冊，填注全國實業概況；清廷命江西布政使沈瑜慶開缺來北京，以雲南布政使劉春霖為江西布政使[1]:127。

### 10月
- 《民報》遭日本發出禁令[3]:162。10月至11月，孫中山偕胡漢民等巡視南洋各埠[2]:369。
- 10月2日——駐廣州日領事瀨川淺之進照會兩廣總督張人駿，為避免廣州民情忿激，再有抗議事件發生，同意撤銷「第二辰丸」案之賠償要求；日本政府任命伊集院彥吉為駐華公使，10月26日伊集院接任視事[1]:127。
- 10月4日——張百麟發起之貴州自治學社開成立大會，該學社以贊助地方自治，仰體國家預備立憲為宗旨，有社員98人，1909年與1911年之交有分社50餘處，社員10萬之眾，為各立憲團體之首[1]:127。
- 10月5日——清廷命度支部劃一幣制，計分一兩、五錢、一錢、五分四種銀幣[1]:127。
- 10月8日——出使美國大臣伍廷芳與美國國務卿路特在華盛頓訂立《中美公斷專約》[1]:127。
- 10月11日——孫中山致函南洋同志林義順，囑速集資興辦中興石山公司，安置被法國殖民當局遣送新加坡之600名河口革命軍；唐紹儀抵達東京，10月12日晤日本外務大臣小村壽太郎及日本首相桂太郎，談中日邦交[1]:128。
- 10月16日——孫中山致函檀香山同志，告以不久將再次發動起義，需軍餉10萬元，請在一兩個月內籌足此數[1]:128。
- 10月22日——清廷以檀香山發行之《自由新報》倡言革命，命沿江沿海各地嚴禁行銷[1]:129。
- 10月23日——清廷諭內閣各部院衙門按照憲政編查館、咨政院所奏籌備立憲格式統限六個月內，各就本管事宜，將九年應有辦法分期臚列奏明[1]:129。
- 10月25日——清廷以巴黎《新世紀報》（主持人張靜江、李石曾、吳稚暉等）倡言革命，命沿江沿海各地嚴禁行銷[1]:129。
- 10月28日——孫中山偕胡漢民、汪精衛等自新加坡抵達芙蓉，次日抵達吉隆坡，商籌赴法旅費[1]:129。
- 10月30日——雲南官兵追逐河口失敗之革命軍，越界至越南大肆焚擾，經法國政府抗議，是日清廷頒詔懲罰滋事官兵[1]:129。

### 11月
- 11月1日——清太后傳諭達賴速即回藏[1]:130。
- 11月2日——孫中山自吉隆坡抵巴羅（壩羅），次日自巴羅致函鄧澤如等，謀改良擴充吉隆坡團體，以求其進步[1]:130。
- 11月3日——清廷頒發憲政誊黃（即九年立憲籌備事宜清單）；清廷諭加封達賴喇嘛為「誠順贊化西天大善自在佛」，並按年賞給稟銀一萬兩，仍回西藏[1]:130。
- 11月5日——孫中山自巴羅抵達庇勝，11月8日返回新加坡[1]:130。
- 11月10日——孫中山致函鄧澤如，告以將離開新加坡前往暹羅，並催其速籌款[1]:130。
- 11月13日——慈禧太后懿旨授醇親王載灃為攝政王[1]:131。
- 11月14日——清光緒帝載湉病逝於瀛台；太后懿旨，攝政王載灃之子溥儀入承大統為嗣皇帝；慈禧太后以嗣皇帝尚在沖齡，着攝政王載灃為監國，嗣後所有軍政事均由監國攝政王裁定[1]:131。
- 11月15日——慈禧太后葉赫那拉氏病逝[1]:131。
- 11月17日——駐日公使胡惟德到日本外務省，要求拒絕孫中山來日本[1]:131。
- 11月18日——清廷欽定建元年號曰「宣統」[1]:131。
- 11月19日——光復會會員、安慶炮營隊官熊成基發動起義，率馬、炮營士兵千餘人攻城，因城中內應誤事，不克，旋安徽巡撫朱家寶調江面兵艦炮轟起義軍，擊毁營壘，起義軍漸不能支，退走桐城、舒城一帶；康有為、梁啟超通電討袁，謂兩宮禍變，袁世凱為罪魁，乞誅賊臣，伸公憤；新加坡保皇派為追悼光緒帝及慈禧太后，與革命派衝突，當地英政府請孫中山出示布告，約束部眾[1]:131。
- 11月20日——孫中山自新加坡赴曼谷，居10日，發展蕭佛成等20餘人為中國同盟會會員，組成同盟分會，蕭佛成為會長；熊成基率起義軍殘部由桐城退至廬州（今合肥），清軍提督姜桂題率部追擊，起義軍潰散，熊成基脱身，旋東渡日本；清廷告誡群臣，嗣後王公百官均應恪遵遺命，一體服從監國攝政王；日本外務大臣以「清皇帝駕崩」，向內務大臣、北海道廳長官、警視總監、各府縣知事等發出《關於清國事件取締之件》，要求約束日人援助中國革命黨之活動[1]:131-132。
- 11月21日——清廷命安徽巡撫朱家寶迅速撲滅安慶起義[1]:132。
- 11月22日——清廷以安慶兵變雖已剿平，但孫中山有回國之説，命各省督撫認真防範查拿[1]:132。
- 11月23日——駐日公使館向日本外務省轉交外務部一封電報，內稱孫中山確抵東京，已有三日，希即查探踪迹，設法驅逐[1]:132。
- 11月24日——專使美國大臣唐紹儀抵達美國舊金山，11月30日抵達華盛頓[1]:132。
- 11月26日——東京地方法庭裁判庭審理《民報》案，此前黃興、宋教仁通過宮崎寅藏延請日本律師花井卓藏、後藤德太郎向日本法庭起訴日本政府之違法[1]:132。
- 11月30日——內閣奏准宣統建元鼓鑄銀銅幣制[1]:132。

### 12月
- 12月2日——清帝溥儀即位，以明年為宣統元年，行大赦；《美日協約》公布，凡五條，其中規定「保全中國獨立及領土完整」，並維持各國在華之工商業；唐紹儀謁見美國總統羅斯福[1]:132-133。
- 12月3日——清廷重申九年籌備立憲期限，定於宣統八年（1916年）頒佈憲法，召開國會[1]:133。
- 12月5日——容閎致函荷馬李及布思二人，建議邀請中國各地秘密會黨首領至美國開會，商組最高會議、顧問委員會、臨時政府諸事宜，並同意任命荷馬李為聯合軍總司令，布思為臨時政府財政部長兼顧問委員會主席，邀請名單中列有革命黨首領孫中山[1]:133。
- 12月8日——清廷上光緒帝謚曰景皇帝，廟號德宗[1]:133。
- 12月12日——東京地方法庭裁判庭宣判《民報》停刊，並課《民報》主編兼發行人章太炎罰金150日元；日本將駐華近畿各軍裁減大半，是日起實行，北京、山海關各留兵隊130名與30名，12月17日自京津及山海關各撤兵隊260名、160名及140名，均經秦皇島回國[1]:133-134。
- 12月13日——湖北軍隊同盟會改組，在武昌成立群治學社，通過宣言、簡章；同盟會緬甸分會成立，莊銀安任會長、盧喜福為副會長；清廷上慈禧太后謚曰孝欽顯皇后[1]:134。
- 12月14日——孫中山因暹羅當局勒令離境，是日偕胡漢民自曼谷返回新加坡[1]:134。
- 12月15日——孫中山致函僑居暹羅之海南籍同盟會會員符樹蘭等，指出各處同志爭欲起事，瓊州形勢，最有可為，囑努力「聯成海南同志，擴充團體」，並速滙款為其赴歐美之經費[1]:134。
- 12月19日——孫中山致函鄧澤如，商《中興日報》擴充股份辦法；清廷命慶親王奕劻以親王世襲罔替，載洵、載濤加郡王銜，張之洞、袁世凱等加太子太保銜[1]:135。
- 12月21日——達賴喇嘛離開北京返回西藏[1]:135。
- 12月25日——清廷設立禁衛軍，派貝勒載濤（攝政王之弟）、毓朗、尚書鐵良充專司訓練禁衛軍大臣，此項禁衛軍專歸監國攝政王載灃自為統轄調遣；日本外務省致清政府駐日公使館覺書，言明孫中山實未來日本[1]:135。
- 12月28日——清廷派張之洞兼督鄂境川漢鐵路大臣[1]:135。
- 12月30日——清廷派端方赴上海出席在上海召開之萬國禁煙大會；外務部奏准自本年十二月初十日（1909年1月1日）起，所有嗎啡及嗎啡之藥針，概行禁止運入中國[1]:135。